# پراکس‌ایر
پراکس‌ایر(به انگلیسی: Praxair) یک شرکت شیمیایی آمریکایی و فعال در حوزه گازهای صنعتی است. این شرکت در سال ۱۹۰۷ تأسیس و دفتر اصلی آن در کنتیکت ایالات متحده قرار دارد. پراکس‌ایر در حال حاضر بزرگترین شرکت تولید کننده گازهای صنعتی در آمریکای شمالی و جنوبی و یکی از بزرگترین تولید کنندگان گاز در جهان است که در بیش از ۵۰ کشور جهان فعالیت می‌کند.